# Лукас Беґль
Лукас Беґль (14 червня 1990 , Мюнхен ) — німецький лижник. Учасник зимових Олімпійських ігор 2018.

## Результати за кар'єру
Усі результати наведено за даними Міжнародної федерації лижного спорту.

### Олімпійські ігри
| Рік  | Вік | 15 км індивідуальні пер. | 30 км скіатлон | 50 км мас-старт | Спринт | 4 × 10 км естафета | Командна першість спринт |
| ---- | --- | ------------------------ | -------------- | --------------- | ------ | ------------------ | ------------------------ |
| 2018 | 27  | 15                       | 16             | 46              | —      | —                  | —                        |

### Чемпіонати світу
| Рік  | Вік | 15 км індивідуальні пер. | 30 км скіатлон | 50 км мас-старт | Спринт | 4 × 10 км естафета | Командна першість спринт |
| ---- | --- | ------------------------ | -------------- | --------------- | ------ | ------------------ | ------------------------ |
| 2017 | 26  | 31                       | 19             | 18              | —      | 6                  | —                        |
| 2019 | 28  | 26                       | 34             | 31              | —      | —                  | —                        |
| 2021 | 30  | 28                       | 29             | 33              | —      | 7                  | —                        |

### Кубки світу

#### Підсумкові місця в Кубку світу за роками
| Сезон | Вік | Місце в дисципліні | Місце в дисципліні | Місце в дисципліні | Місце в Скі Тур | Місце в Скі Тур | Місце в Скі Тур | Місце в Скі Тур   | Місце в Скі Тур |
| Сезон | Вік | Загалом            | Дистанція          | Спринт             | Nordic Opening  | Тур де Скі      | Скі Тур 2020    | Фінал Кубка світу | Скі Тур Канада  |
| ----- | --- | ------------------ | ------------------ | ------------------ | --------------- | --------------- | --------------- | ----------------- | --------------- |
| 2011  | 20  | НК                 | НК                 | НК                 | —               | НФ              | Н/Д             | —                 | Н/Д             |
| 2013  | 22  | НК                 | НК                 | —                  | —               | НФ              | Н/Д             | —                 | Н/Д             |
| 2014  | 23  | НК                 | НК                 | —                  | —               | —               | Н/Д             | —                 | Н/Д             |
| 2015  | 24  | 103                | 61                 | НК                 | —               | 31              | Н/Д             | Н/Д               | Н/Д             |
| 2016  | 25  | 115                | 68                 | НК                 | —               | 39              | Н/Д             | Н/Д               | —               |
| 2017  | 26  | 58                 | 50                 | НК                 | —               | 19              | Н/Д             | 36                | Н/Д             |
| 2018  | 27  | 52                 | 34                 | НК                 | —               | 25              | Н/Д             | 48                | Н/Д             |
| 2019  | 28  | 56                 | 42                 | НК                 | 30              | 22              | Н/Д             | —                 | Н/Д             |
| 2020  | 29  | 35                 | 26                 | НК                 | 27              | 16              | —               | Н/Д               | Н/Д             |
| 2021  | 30  | 26                 | 24                 | НК                 | 25              | 12              | Н/Д             | Н/Д               | Н/Д             |